# Středočeský pluton
Středočeský pluton je rozsáhlý (přes 3 000 km²) a složitý pluton mezi Říčany u Prahy, Klatovy a Táborem. V literatuře se vyskytuje i pod názvy středočeský masiv nebo středočeský plutonický komplex. Je zhruba trojúhelníkového tvaru a leží mezi moldanubikem na jihovýchodě a Barrandienem na severozápadě. Převládající horninou je granodiorit. Rozlišuje se řada horninových typů, největší plochu zaujímá sázavský typ: biotiticko-amfibolický tonalit (křemenný diorit). V nadloží plutonu jsou místy zachovány zbytky jeho pláště. S intruzí plutonu je úzce spjat vznik četných žil magmatitů velmi pestrého složení i vznik rudních ložisek. Středočeský pluton je v podstatě variského stáří (svrchní devon – spodní karbon).
Kontaktní metamorfóza vytvořila zřetelný lem tělesa o mocnosti 100–1000 metrů. Na straně Barrandienu vznikly plodové břidlice a rohovce, v přilehlé části moldanubika cordieritové ruly. Mezi Říčany a Blatnou se vyskytují nesouvislé zbytky pláště plutonu, tzv. ostrovní zóny. Jsou tvořeny kontaktně metamorfovanými proterozoickými a paleozoickými horninami středočeské oblasti.
Ke středočeskému plutonu patří samostatná tělesa: masiv Mehelníku, bohutínský a padrťský peň, jankovská a malšická apofýza, kšelský masiv a mimořádně pestrý žilný doprovod.
Z horninových typů se v něm objevují gabra, hornblendity, tonality, granodiority, durbachity, granity a řada typů žilných hornin. V severní části se vyskytují nejstarší horninové typy granodioritů sázavského typu, střední a jihozápadní část je tvořena amfibol-biotitovými vápenato-alkalickými granitoidy. K mladším horninovým typům patří durbachitové horniny na jihovýchodě a říčanský granit na severu. Součástí plutonického tělesa jsou také žilné horniny, především aplity, pegmatity a lamprofyry.
Horniny středočeského plutonu se těží v mnoha lomech jako stavební a dekorační kámen nebo jako zdroj drceného kameniva. Na středočeský pluton jsou také svým vznikem vázána ložiska nerostných surovin např. zlata (Jílové u Prahy, Mokrsko, Petráčkova hora u Rožmitálu pod Třemšínem) nebo uranových či jiných rud (příbramský rudní revír).